# Sex Drive
Pour plus de détails, voir Fiche technique et Distribution.
Sex Drive ou Plein gaz au Québec est un film américain réalisé par Sean Anders sorti en 2008.

## Synopsis
Ian Lafferty n'a pas de chance : son petit frère est plus populaire que lui, il subit les railleries de son aîné et a un emploi humiliant dans un magasin de donuts. Mais son plus grand problème est qu'il va rentrer à l'université puceau. N'avançant pas d'un pouce avec la fille de ses rêves, Ian a recours à Internet pour rencontrer des filles. Il tombe rapidement sur une superbe blonde flamboyante pressée de passer à l'acte. Ian doit parcourir 800 km pour consommer le marché.

## Fiche technique
- Titre : Sex Drive
- Titre québécois : Plein gaz
- Réalisation : Sean Anders
- Scénario : Sean Anders, Andy Behrens, John Morris
- Production : Bob Levy, Leslie Morgenstein, John Morris, Michael Nelson
- Musique : Stephen Trask
- Photo : Tim Orr
- Montage : George Folsey Jr.
- Distribution : Summit Entertainment
- Budget : 19 000 000 $US
- Format : 35mm
- Langue : anglais
- Pays d'origine :  États-Unis
- Genre : Comédie
- Durée : 109 minutes
- Date de sortie : 17 octobre 2008

## Distribution
- Josh Zuckerman (VQ : Gabriel Lessard) : Ian Lafferty
- Amanda Crew (VQ : Kim Jalabert) : Felicia
- Clark Duke (VQ : Philippe Martin) : Lance
- James Marsden (VF Damien Boisseau et VQ : Martin Watier) : Rex Lafferty
- Katrina Bowden (VQ : Émilie Bibeau) : Mlle Tasty
- Seth Green (VQ : Hugolin Chevrette-Landesque) : Ezekiel
- Alice Greczyn (VQ : Amélie Bonenfant) : Mary
- Charlie McDermott (VQ : Nicolas Bacon) : Andy Lafferty
- Kim Ostrenko : Belle-mère de Ian
- Brett Rice : M. Lafferty
- David Koechner : Hitchhiker
- Brian Posehn : Carney
- Mark L. Young : Randy
- Dave Sheridan (VQ : François Sasseville) : Bobby Jo
- Andrea Anders (VQ : Pascale Montreuil) : Brandy
- Cole Petersen : Dylan
- Marianne Muellerleile : Grand-mère Prisoner
- Fall Out Boy : Eux-mêmes